# エムフレニ
エムフレニ（Emfuleni）は、南アフリカ共和国ハウテン州セディベング郡にある都市（B自治体）。中心地はフェリーニヒング（Vereeniging）。
バール川を挟んでフリーステイト州と接している